# Leila; or, The Siege of Granada
Leila or The Siege of Granada (Leila o El setge de Granada) és una novel·la romàntica històrica d'Edward Bulwer-Lytton publicada el 1838.
La novel·la se situa a Granada, Espanya, al final de l'edat mitjana, en concret comença a l'estiu de 1491. Va ser publicada originàriament amb una enquadernació rica, amb molts gravats i il·lustracions. El prefaci a l'edició de 1860 explica que la novel·la havia tingut menys popularitat que les seves altres obres de ficció a causa dels prejudicis contra les obres literàries que es creu que deuen el seu valor, en part, a les il·lustracions.

## Argument
En Lila de Granada, tal com suggereix el títol doble, hi ha un doble argument: la història domèstica de la filla (Lila) i la història pública de la nació. El pare de Lila, Almamen, canvia les aliances entre cristians i musulmans a l'indret on finalment s'esdevé el setge de Granada. Almamen intenta protegir l'herència jueva de la seva filla i mantenir-la allunyada de la seva amant musulmana, Muza. Ell la lliura involuntàriament a mans dels monarques cristians, i la reina, Inés, la intenta convertir. El doble argument es fa patent observant com la conquesta de la Granada musulmana corre paral·lela a la conversió de la jueva Lila. Els personatges es reuneixen a l'altar d'un convent on Lila està a punt de prendre els vots com a monja, i el seu pare la mata. La trama és paral·lela a la cristianització d'Espanya.